# Sheldon (Illinois)
Sheldon és una vila dels Estats Units a l'estat d'Illinois. Segons el cens del 2000 tenia 1.232 habitants.

## Demografia
Segons el cens del 2000, Sheldon tenia 1.232 habitants, 464 habitatges, i 333 famílies. La densitat de població era de 634,2 habitants/km².
Dels 464 habitatges en un 33,2% hi vivien nens de menys de 18 anys, en un 52,4% hi vivien parelles casades, en un 15,3% dones solteres, i en un 28,2% no eren unitats familiars. En el 23,5% dels habitatges hi vivien persones soles el 10,8% de les quals corresponia a persones de 65 anys o més que vivien soles. El nombre mitjà de persones vivint en cada habitatge era de 2,57 i el nombre mitjà de persones que vivien en cada família era de 2,98.
Per edats la població es repartia de la següent manera: un 27,2% tenia menys de 18 anys, un 7,6% entre 18 i 24, un 26,9% entre 25 i 44, un 20% de 45 a 60 i un 18,3% 65 anys o més.
L'edat mediana era de 37 anys. Per cada 100 dones de 18 o més anys hi havia 91,3 homes.
La renda mediana per habitatge era de 35.463 $ i la renda mediana per família de 38.750 $. Els homes tenien una renda mediana de 29.167 $ mentre que les dones 18.839 $. La renda per capita de la població era de 15.627 $. Aproximadament el 8% de les famílies i el 10,7% de la població estaven per davall del llindar de pobresa.

## Poblacions properes
El següent diagrama mostra les poblacions més properes.